# 少しずつ 少しずつ
「少しずつ 少しずつ」（すこしずつ すこしずつ）はEarly Morningの3rdシングル。2011年7月6日に発売。発売元はポニーキャニオン。

## 概要
高島彩がフジテレビジョンを退社することによりEarly Morningを脱退した後、中野美奈子の他に生野陽子、加藤綾子を新たに加えた新生Early Morning初のシングルである。
作詞は中野・生野・加藤の3人、作曲は加藤が担当しており、ユニット初の自作曲となっている。
加藤はインタビューで「いきものがかりの楽曲をイメージして作曲した」と語っている。
DVDとの2枚組仕様となっており、ミュージック・ビデオが2パターン収録されている。

## 収録曲

### CD
1. 少しずつ 少しずつ（4:06）[1]
  - 作詞：Early Morning　作曲：加藤綾子　編曲：立山秋航
    - フジテレビ系番組『アナ★バン!』3代目エンディングテーマ。
    - 『女子アナ歌がうまい王座決定戦!!』で1・2位を争うほどの歌唱力の持ち主である石本沙織と高橋真麻が「サオリン&マーサ」としてバックコーラスに参加している。
2. 少しずつ 少しずつ（karaoke）（4:06）[1]
3. 少しずつ 少しずつ（Instrumental）（4:03）[1]

### DVD
1. 少しずつ 少しずつ （Music Video） -Special Edition-
2. 少しずつ 少しずつ （Music Video） -Private Edition-
3. Early Morning 3 Shot Talk